# Потьомкін Геннадій Федорович
Потьо́мкін Генна́дій Фе́дорович (23 травня 1923 — 18 жовтня 1943) — радянський військовик, учасник Другої світової війни, гвардії капітан. Герой Радянського Союзу (04.06.1944).

## Біографія
Народився 23 травня 1923 року в місті Очаків Миколаївської області в родині робітника (за іншими даними народився у місті Вознесенську в родині партійного працівника). Українець. Член ВКП(б) з 1942 року.
У 1932 році переїхав до міста Одеса. Навчався в одеській середній школі № 70. У 1941 році закінчив школу й добровільно подав заяву про вступ до лав Червоної Армії.
Учасник німецько-радянської війни з серпня 1941 року. Воював на Західному і Калінінському фронтах. Брав участь в обороні Москви, 27 грудня 1941 року поблизу міста Бельов Тульської області отримав поранення. Після одужання направлений на курси політруків. Закінчив курси молодший політрук Г. Ф. Потьомкін у 1942 році. Після скасування інституту військових комісарів, отримав військове звання «лейтенант». Пройшов шлях від командира стрілецького взводу до командира стрілецького батальйону.
Командир 3-го стрілецького батальйону 940-го стрілецького полку 262-ї стрілецької дивізії 43-ї армії Калінінського фронту гвардії капітан Г. Ф. Потьомкін особливо відзначився під час боїв на території Смоленської області та в Білорусі.
17 вересня 1943 року в бою за село Вороб'ї Смоленської області, діючи швидко і рішуче, капітан Г. Ф. Потьомкін з 6 бійцями зайшов у тил супротивника, блокував один із ДЗОТів лінії укріплень ворога, тим самим сприяв прориву ворожої оборони зі значними для нього втратами.
22-23 вересня 1943 року завдяки вірному і вмілому керівництву батальйоном, швидко і з малими втратами особового складу було визволено населені пункти Макуніно, Янченки, Тюлки, Толкачі.
Виключну відвагу проявив у бою за місто Демидов 21 вересня 1943 року. Після того, як підрозділи 940-го стрілецького полку штурмом увірвались на вулиці міста, капітан Г. Ф. Потьомкін зі своїм штабом перейшов річку Каспля й розташувався у напів зруйноманій будівлі в західній частині міста. Вночі, після артпідготовки, ворог контратакував позиції полку, кілька десятків гітлерівців оточили будинок, де містився штаб батальйону. Після того, як Потьомкін з невеликою охороною відмовився здатись у полон, фашисти почали наступ. Протягом 3-х годин тривав бій, внаслідок якого було знищено понад 15 солдатів і офіцерів супротивника.
2-3 жовтня 1943 року в боях за село Сапци Смоленської області ворог при підтримці артилерії намагався вибити батальйон Г. Ф. Потьомкіна з бойових позицій, атакуючи через кожних 30 хвилин. Перебуваючи в передніх рядах оборонців, Потьмкін з групою у 20 бійців гранатами і вогнем зі стрілецької зброї відбив 5 атак супротивника. Витримавши протягом доби понад 20 атак ворога, комбат повів своїх бійців у контратаку й заволодів південно-західною околицею села. Внаслідок двохгодинного бою село було повністю очищене, а німці при цьому втратили понад 400 чоловік загиблими.
Загинув 18 жовтня 1943 року в бою за село Фокіно Ліозненського району Вітебської області.
Похований на військовому цвинтарі в селі Веляшковичі. 10 квітня 1968 року перепохований на Алеї Слави центрального Парку культури і відпочинку імені Т. Г. Шевченка в місті Одеса.

## Нагороди і почесні звання
Указом Президії Верховної Ради СРСР від 4 червня 1944 року за зразкове виконання бойових завдань командування та виявлені при цьому мужність і героїзм капітанові Потьомкіну Геннадію Федоровичу присвоєно звання Героя Радянського Союзу з врученням ордена Леніна і медалі «Золота Зірка».
Також нагороджений орденом Червоного Прапора (16.10.1943).

## Пам'ять
У місті Очакові Миколаївської області в 1968 році встановлено пам'ятник Г. Ф. Потьомкіну, його ім'ям названо одну з вулиць міста.
В Одесі, на будівлях школи № 70 та міськвійськкомату, встановлено меморіальні дошки.
Вірш, знайдений у партквитку Г. Ф. Потьомкіна після його загибелі, та інші документи було включено до експозиції Центрального музею Збройних Сил СРСР у Москві.